# Octopus Energy
Die Octopus Energy Group Limited ist ein britischer Energiekonzern im Bereich erneuerbare Energien. Sie wurde 2015 mit Unterstützung der britischen Fondsverwaltungsgesellschaft Octopus Group, einer britischen Vermögensverwaltungsgesellschaft, gegründet. Das Unternehmen mit Hauptsitz in London verfügt über Niederlassungen in Großbritannien, Frankreich, Deutschland, Italien, Spanien, Australien, Japan, Neuseeland und den Vereinigten Staaten. Im Geschäftsjahr 2022/23 hatte das Unternehmen über fünf Millionen Privat- und Geschäftskunden und war damit der viertgrößte Energieversorger im Vereinigten Königreich.
Die Octopus Energy Group betreibt eine Palette von Geschäftsbereichen, darunter Octopus Energy Retail, Octopus Energy for Business, Octopus Energy Services, Octopus Electric Vehicles, Octopus Energy Generation, Octopus Hydrogen, Kraken, Kraken Flex und das gemeinnützige Center for Net Null. Das Unternehmen erbringt auch Softwaredienstleistungen für andere Energieversorger.

## Geschichte
Octopus Energy wurde im August 2015 als Tochtergesellschaft von Octopus Capital Limited gegründet. Der Handel begann im Dezember 2015. Greg Jackson ist der Gründer des Unternehmens und bekleidet die Position des Chief Executive.
Bis April 2018 hatte das Unternehmen 198.000 Kunden und einen Energiebezugsvertrag mit Shell abgeschlossen. Später im Jahr 2018 gewann Octopus die 100.000 Kunden von Iresa Limited im Rahmen des „Supplier of Last Resort“-Prozesses von Ofgem, nachdem Iresa den Handel eingestellt hatte. Im selben Jahr ersetzte Octopus SSE als Energielieferant für M&S Energy, eine Marke von Marks & Spencer, und kaufte Affect Energy, das 22.000 Kunden hatte.
Im Jahr 2018 entschied sich Hanwha Energy Retail Australia (Nectr) für die Kraken-Plattform, die von Octopus entwickelt wurde, um Abrechnungs-, CRM- und andere Technologiedienste bereitzustellen, um den Start auf dem australischen Energieeinzelhandelsmarkt zu unterstützen.
Im August 2019 gewann Octopus durch eine Vereinbarung mit der Midcounties Co-operative mehr als 300.000 Kunden, was einer Gesamtzahl von über 1 Million entspricht. Drei Co-op-Marken waren betroffen: Octopus erwarb die Kunden der Marken GB Energy und Flow Energy und begann, die Konten von Co-op Energy-Kunden auf White-Label-Basis zu führen, während Midcounties die Verantwortung für die Akquisition neuer Co-op Energy Kunden behielt. Sowohl 2018 als auch 2019 erhielt Octopus als einziger Energieversorger den Status „Recommended Provider“ von der Which? Verbraucherorganisation. Im Januar 2020 führte Octopus in einer Which? Umfrage die Rangliste an und war einer von drei empfohlenen Anbietern. Im Januar 2021 belegte Octopus den zweiten Platz und war einer von zwei empfohlenen Anbietern. Damit wurde Octopus der einzige Energieanbieter in Großbritannien, der vier Jahre in Folge als empfohlener Anbieter genannt wurde.
Im Januar 2020 gab Engie bekannt, dass es sein Energieversorgungsgeschäft für Privathaushalte in Großbritannien (das rund 70.000 britische Privatkunden umfasst) an Octopus verkauft. Im selben Monat wurde London Power ins Leben gerufen, eine Partnerschaft mit dem Bürgermeister von London. Im Jahr 2020 schloss Octopus zwei Finanzierungsrunden in Höhe von insgesamt 577 Millionen US-Dollar ab, was das Unternehmen zum bestfinanzierten britischen Technologie-Start-up in diesem Jahr machte.
Im November 2020 erwarb Octopus das in Manchester ansässige Smart-Grid-Energiesoftwareunternehmen Upside Energy, das im Juni 2021 in KrakenFlex umbenannt wurde. Im selben Monat gründete Octopus das gemeinnützige Octopus Center for Net Zero (OCNZ), eine Forschungsorganisation, die mit der Entwicklung von Modellen und politischen Empfehlungen für mögliche Wege in eine grüne Energiezukunft beauftragt ist.
Im März 2021 führte die Financial Times Octopus auf Platz 23 ihrer Liste der am schnellsten wachsenden Unternehmen in Europa. Im Juli 2021 stieg Octopus im UK Customer Service Index um 12 Plätze auf Platz 17 auf und ist damit das einzige Energieunternehmen in den Top 50. Octopus baute Großbritanniens erstes F&E- und Schulungszentrum für die Dekarbonisierung von Wärme. Das in Slough gelegene Zentrum sollte jährlich 1000 Wärmepumpeningenieure ausbilden und neue Heizsysteme entwickeln. Im September 2021 wurde Octopus zum Supplier of Last Resort (SOLR) für Avro Energy ernannt, erwarb die inländischen Kunden von Avro Energy und vergrößerte seinen Kundenstamm auf 3,1 Millionen Kunden. Im November 2021 gab Octopus in Manchester bekannt, dass es einen Vertrag mit der Stadtregion unterzeichnet hat, um bis 2038 klimaneutral zu werden.

### Investments
Im September 2019 erwarb Octopus das deutsche Start-up 4hundred für 15 Millionen Pfund (ca. 17,8 Millionen Euro). Die Übernahme von 4hundred mit 11.000 Kunden war die erste Auslandsexpansion von Octopus.
Im Mai 2020 zahlte der australische Strom- und Gasversorger Origin Energy 507 Millionen Dollar für eine 20-prozentige Beteiligung an Octopus. Dies bedeutete, dass Octopus als Startup-Unternehmen mit einem Wert von über 1 Milliarde Pfund den Status eines „Einhorns“ erlangte. Im September desselben Jahres erwarb Octopus Evolve Energy, ein US-amerikanisches Start-up-Unternehmen aus dem Silicon Valley, für 5 Millionen US-Dollar. Die Übernahme war der erste Schritt in der US-Expansion von Octopus in Höhe von 100 Millionen US-Dollar; Zum Zeitpunkt der Übernahme kündigte Octopus an, bis 2027 25 Millionen US-Kunden und insgesamt 100 Millionen globale Kunden gewinnen zu wollen.
Im Dezember 2020 zahlte Tokyo Gas etwa 20 Milliarden Yen (193 Millionen US-Dollar) für eine 9,7-prozentige Beteiligung an Octopus und bewertete das Unternehmen mit 2,1 Milliarden US-Dollar. Octopus und Tokyo Gas haben vereinbart, die Marke Octopus in Japan über ein 30:70-Joint Venture einzuführen, um unter anderem Strom aus erneuerbaren Quellen bereitzustellen. Origin investierte gleichzeitig weitere 50 Millionen US-Dollar, um seinen Anteil von 20 % zu halten.
Im August 2021 trat Octopus mit der Übernahme des Ökostrom-Startups Umeme in den spanischen Markt ein. Bei der Übernahme kündigte Octopus an, bis 2027 eine Million spanische Energiekonten unter seiner Marke anzustreben. Im November 2021 erwarb Octopus den italienischen Energieeinzelhändler SATO Luce e Gas, benannte das Unternehmen in Octopus Energy Italy um, investierte zunächst 51 Millionen Pfund und zielte auf 5 ab % des italienischen Marktes bis 2025. Als Ergebnis dieser Akquisitionen verfügt Octopus nun über Einzelhandels-, Erzeugungs- oder Technologielizenzen in 13 Ländern auf vier Kontinenten.
Im September 2021 erwarb Generation Investment Management, das von Al Gore mitbegründet und geleitet wurde, eine 13-prozentige Beteiligung an der Octopus Energy Group im Wert von 600 Millionen US-Dollar. Die Investition erhöhte die Bewertung des Unternehmens auf 4,6 Mrd. USD, wobei die Finanzspritze von Octopus verwendet werden soll, um seine Investitionen in neue Technologien für eine billigere und schnellere Dekarbonisierung zu erhöhen. Im Dezember 2021 gab Octopus Energy eine langfristige Partnerschaft mit dem Canada Pension Plan Investment Board bekannt, wodurch 300 Millionen US-Dollar aufgebracht und die Bewertung der Octopus Energy Group auf etwa 5 Milliarden US-Dollar erhöht wurden. Im Januar 2022 trat Octopus Energy mit der Übernahme von Plüm énergie, einem französischen Energie-Startup mit 100.000 Privat- und Firmenkonten, in den französischen Markt ein. Plüm wurde anschließend in Octopus Energy France umbenannt.

## Geschäftstätigkeit

### Gas- und Stromversorgung

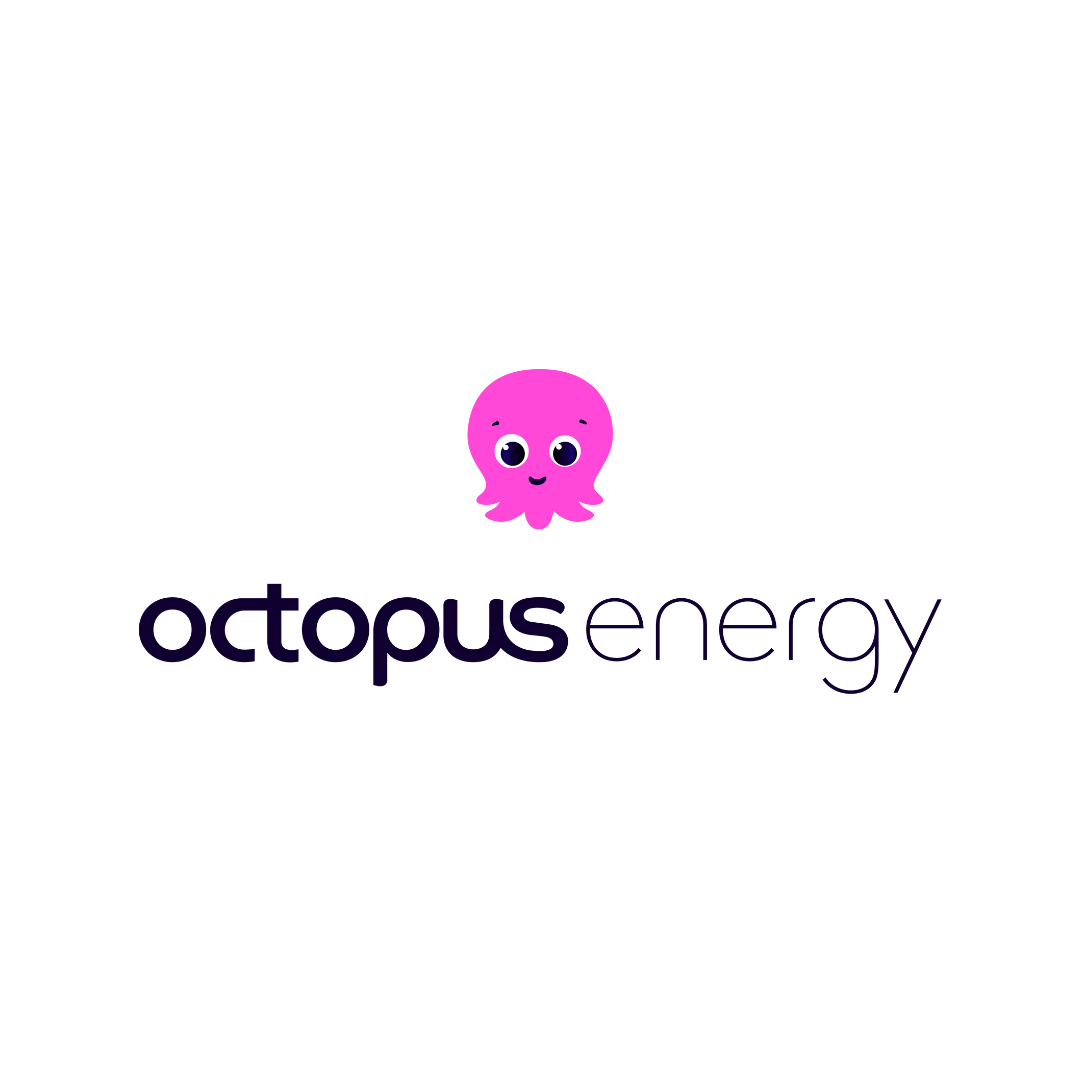
Markenauftritt von Octopus Energy

Seit August 2021 hat das Unternehmen über 2,4 Millionen Privat- und Geschäftskunden. In Deutschland hat die Octopus Energy Germany GmbH ihren Sitz in München.
Neben branchenüblichen festen und variablen Tarifen bietet das Unternehmen flexible Tarife an, die durch Smart Meter ermöglicht werden. Diese beinhalten:
- Octopus Tracker – Die Gas- und Strompreise ändern sich täglich und basieren auf den Großhandelspreisen für diesen Tag, mit Offenlegung der Gemeinkosten und der Gewinnspanne des Unternehmens.[37]
- Octopus Agile – Die Strompreise ändern sich halbstündlich gemäß einem am Vortag veröffentlichten Zeitplan, der aus den Großhandelspreisen ermittelt wird. In Zeiten hoher Erzeugung und geringer Nachfrage wird der Preis gelegentlich negativ (d. h. die Kunden werden für die Nutzung des Stroms bezahlt).[38]
- Octopus Go – ein Tarif mit einem ermäßigten Nachttarif, der für Besitzer von Elektrofahrzeugen bestimmt ist.[39]

Im März 2019 gab Octopus bekannt, dass es eine Partnerschaft mit dem virtuellen Assistenten Alexa von Amazon eingegangen ist, um den Energieverbrauch zu Hause durch den Nutzungszeittarif Agile Octopus zu optimieren. Als Teil ihrer im August 2019 vereinbarten Partnerschaft gründeten Midcounties Co-operative und Octopus ein Joint Venture, um den britischen Community-Energiemarkt zu entwickeln und die Stromerzeugung in kleinem Maßstab zu fördern.

#### Marken
Neben der Marke Octopus Energy werden Kunden ab September 2021 unter den Marken Ebico Energy, Affect Energy, Co-op Energy, M&S Energy und London Power beliefert.

### Stromerzeugung
In den Anfangsjahren erzeugte das Unternehmen weder Gas noch Strom, sondern kaufte auf den Großhandelsmärkten ein. Im Jahr 2019 gab Octopus an, dass sein gesamter Strom aus erneuerbaren Quellen stammt, und begann, einen „grünen“ Gastarif mit CO2-Ausgleich anzubieten. Im Juli 2021 erwarb Octopus das Schwesterunternehmen Octopus Renewables, das behauptet, Großbritanniens größter Investor in Solarparks zu sein und auch in Windkraft und anaerobe Fermenter investiert. Zum Zeitpunkt der Übernahme wurde berichtet, dass die Erzeugungsanlagen einen Wert von über 3,4 Milliarden £ haben.
Im Oktober 2020 ging Octopus eine Partnerschaft mit Tesla Energy ein, um den Tesla Energy Plan zu betreiben, der darauf ausgelegt ist, ein Haus mit 100 % sauberer Energie entweder aus Sonnenkollektoren oder Octopus zu versorgen. Der Plan ermöglicht es Haushalten, Teil des britischen Tesla Virtual Power Plant zu werden, das ein Netzwerk von Haushalten verbindet, die Strom erzeugen, speichern und zu Spitzenzeiten an das Netz zurückgeben.
Im Januar 2021 erwarb Octopus zwei 73-Meter-Windturbinen (240 Fuß), um ihren „Fan Club“-Tarif mit Strom zu versorgen, der Haushalten, die in der Nähe seiner Turbinen leben, günstigere Strompreise bietet, wenn der Wind stark weht. Kunden des Tarifs erhalten 20 % Rabatt auf den Einheitspreis, wenn sich die Turbinen drehen, und 50 % Rabatt, wenn der Wind über 8 m/s (20 mph) weht. Im November 2021 kündigte Octopus Energy Pläne an, 4 Mrd. £ aufzubringen, um die weltweite Expansion seines Fanclub-Modells zu finanzieren, das um Solarparks erweitert werden soll. Bis 2030 will Octopus rund 2,5 Millionen Haushalte über Fanclub-Programme mit grünem Strom versorgen.
Ebenfalls im November 2021 unterzeichnete die Octopus Energy Group auf der UN-Klimakonferenz in Glasgow einen Vertrag mit Elia System Operator über den Aufbau eines „intelligenten“ grünen Netzes in Belgien und Deutschland. Die Flexibilitätsplattform KrakenFlex des Unternehmens wird zusammen mit der Energiedaten-Tochtergesellschaft der Elia Group, re.alto, eingesetzt, um den Einsatz von Elektrofahrzeugen, Wärmepumpen und anderen grünen Technologien für den Netzausgleich zu ermöglichen. Seit 2021 investiert Octopus auch in Offshore-Windparks. Das Unternehmen ist beteiligt an: Hornsea One, Lincs, Walney Extension, Butendiek, Borssele III & IV & V und East Anglia One. Im Januar 2022 wurde bekannt gegeben, dass Octopus Renewables den Windpark Broons/Biterne-Sud in Cotes d’Armor im Nordosten der Bretagne, Frankreich, von Energiequelle zu einem nicht genannten Preis erwarb. Im Landkreis Hersfeld-Rotenburg betreibt Octopus Energy seit 2022 den Windpark Gaishecke mit 34 MW.

### Anlagetreuhänder
Octopus Renewables wurde als Anlageverwalter für Octopus Renewables Infrastructure Trust plc beauftragt, ein 2019 gegründeter Anlagetreuhändler, der Wind- und Solarenergie in Großbritannien, Europa und Australien besitzt. Das Unternehmen ist an der Londoner Börse notiert und hatte im Dezember 2021 ein Nettovermögen von 578 Millionen £.

### Laden von Elektrofahrzeugen
Im Jahr 2020 startete Octopus seinen Electric Juice-Service, über den Benutzer von Ladestationen für Elektrofahrzeuge die Kosten ihrer Stromrechnung hinzufügen können. Bis Oktober hatten sich vier Betreiber von Ladestationen mit insgesamt rund 1.000 Punkten dem Service angeschlossen. Zu den Betreibern von Ladestationen, die dem Electric Juice-Netzwerk im ersten Jahr beigetreten sind, gehören Ionity, Char.gy, Hubsta, Alfa Power, Franklin Energy LiFe, Plug-N-Go und Osprey. Im Jahr 2021 fügte Octopus dem Service das NewMotion-Ladenetzwerk, inzwischen Shell Recharge, hinzu.

### Software-Entwicklung
Ein erheblicher Teil des Gewinns und der Einnahmen von Octopus Energy stammt aus der Lizenzierung ihres proprietären Kundenverwaltungssystems namens Kraken, das auf dem Cloud-Computing-Dienst von Amazon läuft. Es wurde erstmals Ende 2019 vom britischen Konkurrenten Good Energy für eine anfängliche Laufzeit von drei Jahren lizenziert, um seine 300.000 Kunden zu verwalten.
Im März 2020 wurde bekannt gegeben, dass E.ON und ihre Tochtergesellschaft Npower die Technologie lizenziert haben, um ihre zusammen 10 Millionen Kunden zu verwalten. Im Mai 2021 wurde bekannt gegeben, dass E.ON die Migration aller zwei Millionen ehemaligen npower-Kunden auf seine von Kraken betriebene Kundenservice-Plattform E.ON Next abgeschlossen hat. Die Migration wurde als verantwortlich für die finanzielle Erholung von E.ON in Großbritannien gefeiert. Die Kraken-Software wurde im Rahmen ihrer Vereinbarung vom Mai 2020 auch an das australische Unternehmen Origin Energy lizenziert.
Im November 2021 einigte sich EDF Energy mit der Octopus Energy Group darauf, ihre fünf Millionen Kunden auf ihre Kraken-Plattform zu verlagern. Die Kundenkonten werden ab 2023 auf Kraken migriert, wodurch sich die Zahl der vertraglich vereinbarten Energiekonten, die über Kraken bedient werden sollen, auf über 20 Millionen weltweit erhöht. Kraken hat auch strategische Partnerschaften mit der Hanwha Group und Tokyo Gas.

## Marketing

### Klimawandel
Im Jahr 2019 startete Octopus eine Kampagne „Portraits from the Precipice“, die darauf abzielte, das Bewusstsein für den Klimawandel zu schärfen und Kunden dazu zu ermutigen, auf umweltfreundlichere Energieangebote umzusteigen. Die Kunstwerke der Kampagne wurden an über 5.000 Standorten ausgestellt und war die größte digitale Out-of-Home (DOOH)-Kunstausstellung der Geschichte. Als Ergebnis der Kampagne verzeichnete Octopus einen Anstieg der Anmeldungen um 163 % und gewann 37.000 Kunden. Die Kampagne wurde mit dem „Marketing Week“ Masters Award 2020 für Versorgungsunternehmen und dem Energy Institute Award 2020 für öffentliches Engagement ausgezeichnet.

### Solarenergie auf der COP26
Im November 2021 finanzierte Octopus „Grace of the Sun“, ein großformatiges Kunstwerk von Robert Montgomery, das mit den von Ólafur Elíasson und Frederik Ottesen entworfenen Solarlampen Little Sun hergestellt wurde. Das Projekt, das mit der COP26 zusammenfiel, wurde in Glasgow in Zusammenarbeit mit der lokalen Kunstgemeinschaft realisiert und war als Aufruf an weltweit führende Unternehmen konzipiert, in erneuerbare Energien wie Solar-PV zu investieren, um eine nachhaltige Energieversorgung zu ermöglichen Zukunft.

### GB-News
Im Juni 2021 setzte Octopus nach dem ersten Sendetag des Senders seine Werbung auf dem neu gestarteten Fernsehsender GB News aus, wobei CEO Greg Jackson erklärte: „Wir bitten die Netzwerke, unsere Anzeigen nicht auf neuen Kanälen auszustrahlen, bis wir ihre Ausgabe für eine gewisse Zeitperiode gesehen haben“. Jackson sagte, dass Octopus den Inhalt von GB News überwachen werde, um sicherzustellen, dass der Kanal nicht gegen die Werberichtlinien von Octopus verstoße. Als Reaktion auf die Entscheidung von Octopus Energy auf Twitter sagte Andrew Neil, Gründer von GB News: „Lassen Sie es mich wissen, wenn Sie Werbung machen möchten. Und ich werde Sie wissen lassen, ob wir Ihre Anzeigen wollen. Oder ob wir einen Boykott von Ihnen organisieren.“ Jackson bekräftigte erneut, dass Octopus den Kanal nicht boykottiert habe. Octopus war eine von mehreren Marken, die darüber nachdachten, ihre Werbung aus dem Kanal zu ziehen, darunter IKEA, Vodafone, Nivea, Kopparbergs, Grolsch, die Open University, OVO Energy und Liverpool Victoria.